# هوهانس زارداریان
هُوْهانِس مگرتچی زارداریان (ارمنی: Հովհաննես Մկրտչի Զարդարյան؛ ۸ ژانویهٔ ۱۹۱۸ – ۲۱ ژوئیهٔ ۱۹۹۲) یک نقاش اهل ارمنستان بود. وی از آکادمی امپریال هنر فارغ‌التحصیل شده‌است.

## زندگی‌نامه
در قارص در یک خانواده پیشه‌ور به دنیا آمد در جریان نسل‌کشی ارمنی‌ها زارداریانس ابتدا به آرماویر سپس به کراسنودار و در نهایت به تفلیس، گرجستان نقل مکان نمود. پس از حضور در کلاس‌های نقاشی در مدرسه هنری تفلیس زارداریان در سال ۱۹۳۳ به ایروان نقل مکان می‌نماید. وی در مدرسه هنرهای کاربردی ثبت نام می‌نماید و چهار سال بعد از استودیوی ستراک آراکلیان و واهرام گایفجیان فارغ‌التحصیل می‌شود. در سال ۱۹۳۷ زارداریان تحصیلات خویش را در انستیتو هنرهای زیبا و معماری آکادمی هنرهای لنینگراد روسیه ادامه می‌دهد. در اوایل ۱۹۴۱ با بازگشت او به ارمنستان در اوایل سال ۱۹۴۱، زرداریان به عنوان یکی از نوازندگان جوان امیدوار کننده شناخته می‌شود. وی یکی از بیشمار هنرمندانی است که در جریان جنگ جهانی دوم از خدمت معاف شد و به اتحادیه هنرمندان ارمنستان پیوست. آناهیت زارداریان دختر وی می‌باشد.

## نگارخانه

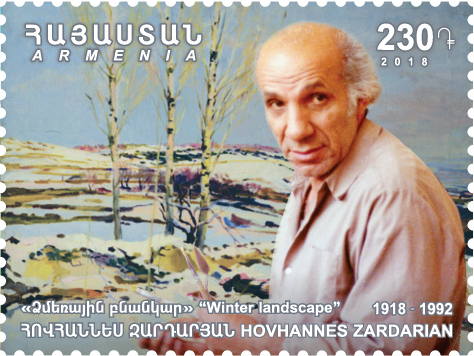
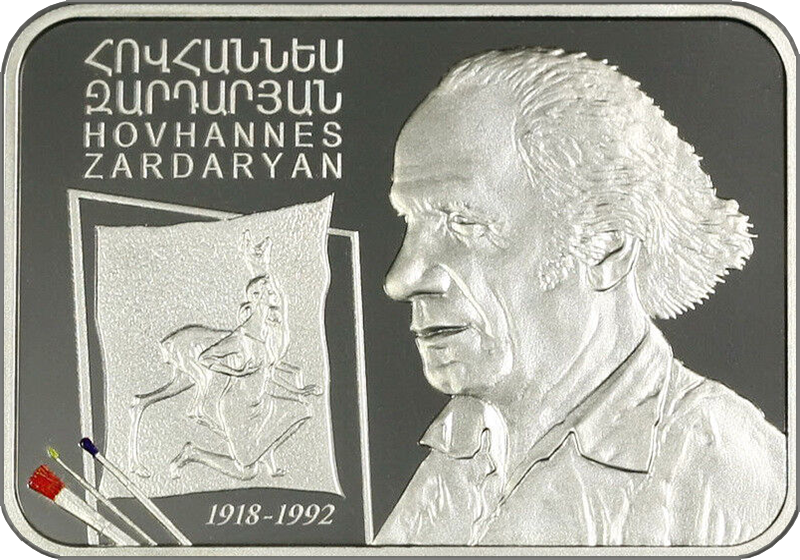
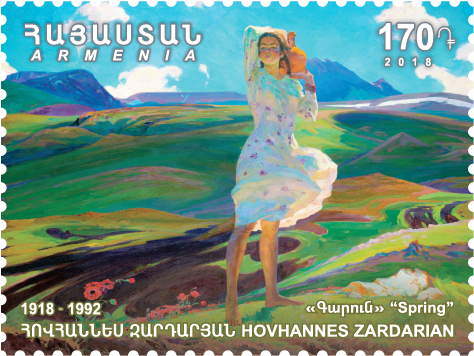